# Championnat d'Azerbaïdjan de football 2003-2004
Navigation
Saison précédente Saison suivante
La saison 2003-2004 du Championnat d'Azerbaïdjan de football était la 12e édition de la première division en Azerbaïdjan. Appelée Top League, elle regroupe 15 clubs azéris regroupés en une poule unique où les équipes s'affrontent deux fois, à domicile et à l'extérieur. À la fin de la saison, les 2 derniers de cette poule sont relégués en deuxième division et remplacés par les 2 meilleurs clubs de ce championnat,

C'est le FK Neftchi Bakou qui remporte le titre en terminant en tête du championnat, avec 5 points sur le double tenant du titre, le FK Shamkir et 9 sur le FK Qarabag Agdam. C'est le 4e titre de champion d'Azerbaïdjan de son histoire. Le club réalise le doublé en battant son dauphin, le FK Shamkir, en finale de la Coupe d'Azerbaïdjan. 

Le club d'Umid Bakou, promu de deuxième division, doit déclarer forfait après 8 journées.

## Les 15 clubs participants
| - FK Neftchi Bakou - Lokomotiv Imisli - Promu de D2 - PFK Turan Tovuz - Kapaz Gandja - FK Qarabag Agdam - FK Shamkir - Adliyya Baku - Promu de D2 - FK Bakou | - MOIK Bakou - Shafa Bakou - Khazar University Bakou - Khazar Sumgayit - Promu de D2 - FK Shahdag-Samur Qusar - Umid Bakou - Promu de D2 - Bakili Bakou |

## Compétition
Le barème de points servant à établir le classement se décompose ainsi :
- Victoire : 3 points
- Match nul : 1 point
- Défaite : 0 point

### Classement
| Rang | Équipe                  | Pts | J  | G  | N | P  | Bp | Bc | Diff |
| ---- | ----------------------- | --- | -- | -- | - | -- | -- | -- | ---- |
| 1    | FK Neftchi Bakou C      | 69  | 26 | 22 | 3 | 1  | 66 | 15 | +51  |
| 2    | FK Shamkir T            | 64  | 26 | 20 | 4 | 2  | 67 | 11 | +56  |
| 3    | FK Qarabag Agdam        | 60  | 26 | 19 | 3 | 4  | 63 | 17 | +46  |
| 4    | Khazar University Bakou | 51  | 26 | 15 | 6 | 5  | 43 | 16 | +27  |
| 5    | FK Bakou                | 41  | 26 | 12 | 5 | 9  | 45 | 32 | +13  |
| 6    | Shafa Bakou             | 39  | 26 | 12 | 3 | 11 | 40 | 23 | +17  |
| 7    | Bakili Bakou            | 34  | 26 | 10 | 4 | 12 | 40 | 46 | -6   |
| 8    | MOIK Bakou              | 29  | 26 | 7  | 8 | 11 | 25 | 32 | -7   |
| 9    | Adliyya Bakou P         | 29  | 26 | 7  | 8 | 11 | 27 | 40 | -13  |
| 10   | FK Shahdag-Samur Qusar  | 27  | 26 | 7  | 6 | 13 | 29 | 41 | -12  |
| 11   | Kapaz Gandja            | 23  | 26 | 6  | 5 | 15 | 22 | 45 | -23  |
| 12   | Khazar Sumgayit P       | 22  | 26 | 7  | 1 | 18 | 32 | 78 | -46  |
| 13   | PFK Turan Tovuz         | 16  | 26 | 4  | 4 | 18 | 15 | 59 | -44  |
| 14   | Lokomotiv Imisli P      | 12  | 26 | 4  | 0 | 22 | 17 | 76 | -59  |
| 15   | Umid Bakou forfait      |     |    |    |   |    |    |    |      |

|  | Qualification pour la Ligue des champions 2004-2005 |
|  | Qualification pour la Coupe UEFA 2004-2005          |
|  | Qualification pour la Coupe Intertoto 2004          |
|  | Relégation en deuxième division                     |
|  | P Promu de deuxième division                        |

## Bilan de la saison
| Championnat d'Azerbaïdjan de football 2003-2004 |                             |
| Champion                                        | FK Neftchi Bakou (4e titre) |
| Coupes et trophées                              |                             |
| Vainqueur de la Coupe d'Azerbaïdjan 2003-2004   | FK Neftchi Bakou            |
| Qualifications continentales                    |                             |
| Ligue des champions 2004-2005                   | FK Neftchi Bakou            |
| Coupe UEFA 2004-2005                            | FK Shamkir                  |
| Coupe UEFA 2004-2005                            | FK Qarabag Agdam            |
| Coupe Intertoto 2004                            | FK Khazar University        |
| Promotions et relégations                       |                             |
| Promus en Top League                            | FK Gänclärbirliyi Sumqayıt  |
| Promus en Top League                            | FK Göyazan Qazax            |
| Promus en Top League                            | Karat Bakou                 |
| Relégués en First League                        | Lokomotiv Imisli            |
| Relégués en First League                        | Umid Bakou                  |